# الشعوب الأصلية في المكسيك

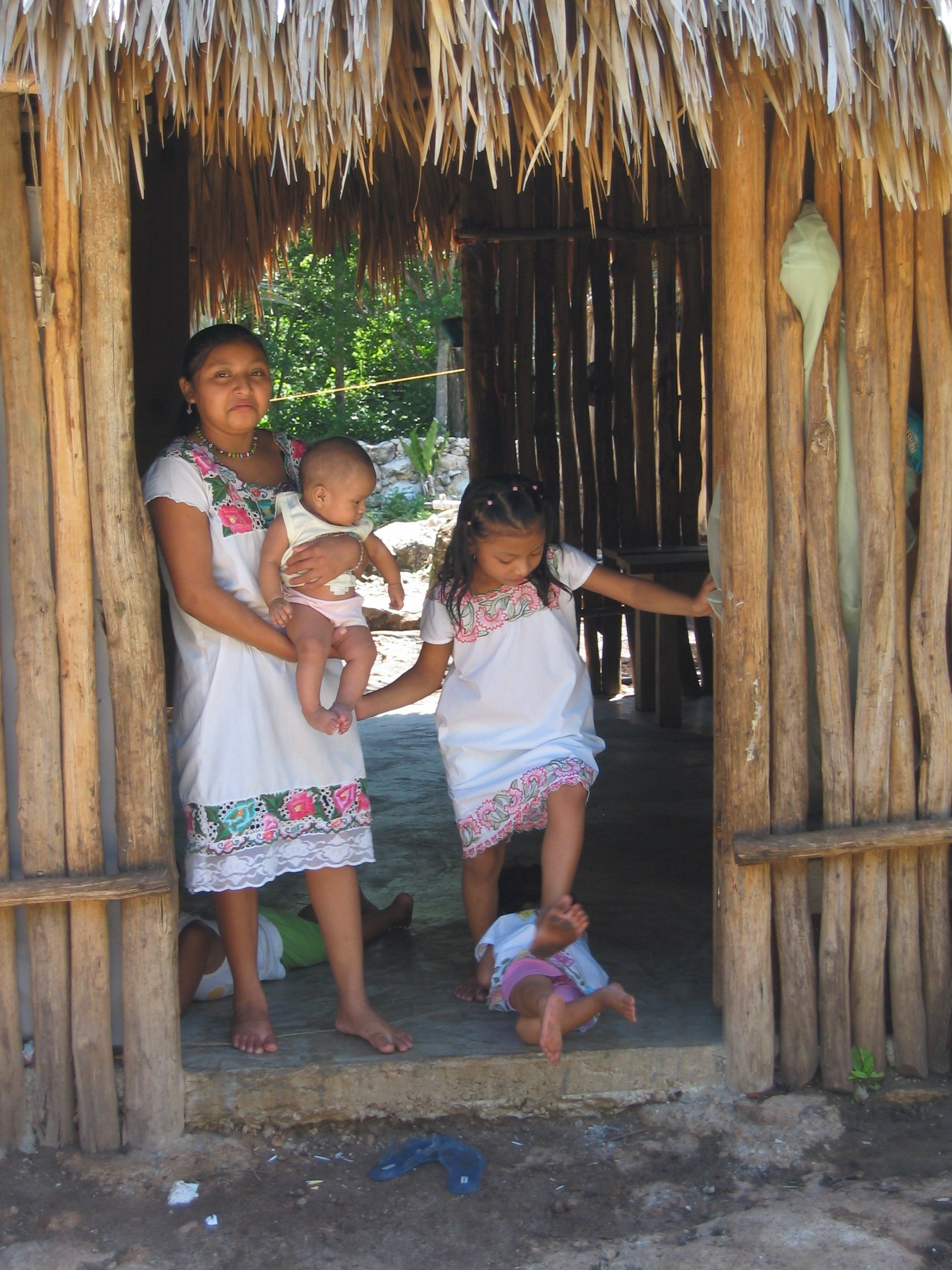

الشعوب الأصلية في المكسيك (بالإسبانية: gente indígena de México)، أو المكسيكيون الأصليون (بالإسبانية: nativos mexicanos)، أو الأمريكيون المكسيكيون الأصليون (بالإسبانية: mexicanos nativos americanos)، هم أولئك الذين يشكلون جزءًا من المجتمعات التي تعود جذورها إلى المجموعات السكانية والمجتمعات التي وُجدِت فيما يُعرَف اليوم باسم المكسيك في فترة ما قبل وصول الأوروبيين.
وفقًا للجنة الوطنية لتنمية الشعوب الأصلية (بالإسبانية:Comisión Nacional para el Desarrollo de los Pueblos Indígenas ، أو CDI) و INEGI (معهد الإحصاء الرسمي) ، في عام 2015 ، وُجد 25,694,928 شخصًا في المكسيك يعرّفون أنفسهم بأنهم من السكان الأصليين المنتمين للعديد من المجموعات العرقية المختلفة، والتي تشكّل بدورها 21.5 % من سكان المكسيك. قُدّر عدد السكان الأصليين في المكسيك بحلول زمن الغزو الأوروبي في أواخر القرن الخامس عشر، بنحو 25 مليون نسمة، وبالتالي لم يصل تعداد السكان لهذا الرقم مرة أخرى إلا بعد مرور أكثر من 500 عام.

## تعريف
تُعرَّف المكسيك في المادة الثانية من دستورها، بأنها أمة «متعددة الثقافات»، كاعتراف بالمجموعات العرقية المتنوعة التي تمثلها وبالأماكن التي تشكل الشعوب الأصلية الأساس الأصلي فيها.
يُقدَّر عدد المكسيكيين الأصليين باستخدام المعايير السياسية الموجودة في المادة الثانية من الدستور المكسيكي. لا يشير تعداد السكان المكسيكي إلى تعداد الإثنيات العرقية، ولكن فقط الإثنيات الثقافية لمجتمعات السكان الأصليين التي تحافظ على لغاتهم الأصلية وتقاليدهم ومعتقداتهم وثقافاتهم.
يمكن تعريف فئة السكان الأصليين بدقة وفقًا للمعايير اللغوية بما في ذلك الأشخاص الناطقين بإحدى لغات المكسيك الأصلية البالغ عددها 89 لغة فقط، وهذا هو التصنيف المُستَخدم من قبل المعهد الوطني المكسيكي للإحصاء. يمكن أيضًا تعريف هذه الفئة على نطاق واسع ليشمل جميع الأشخاص الذين يعرّفون أنفسهم بأصحاب خلفية ثقافية أصلية، سواء كانوا ناطقين أو غير ناطقين بلغة المجموعة الأصلية التي ينتمون إليها. وهذا يعني اختلاف النسبة المئوية للسكان المكسيكيين المُعرّفين على أنهم «أصليين» باختلاف التعريف المستخدم؛ أشار النشطاء الثقافيون إلى استخدام التعريف الضيق النطاق للمصطلح لأغراض إحصائية على أنه «إبادة جماعية إحصائية».
تمتلك الشعوب الأصلية في المكسيك الحق في تقرير المصير بموجب المادة الثانية من الدستور. وفقًا لهذه المادة، تُمنَح الشعوب الأصلية:
- الحق في تقرير الأشكال الداخلية للتنظيم الاجتماعي والاقتصادي والسياسي والثقافي؛
- الحق في تطبيق نظمها المعيارية الخاصة بها طالما تحترم حقوق الإنسان والمساواة بين الجنسين؛
- الحق في الحفاظ على لغاتهم وثقافاتهم وإثرائها؛
- الحق في انتخاب ممثلين أمام المجلس البلدي حيث توجد أراضيهم؛

من بين الحقوق الأخرى. أيضًا، يعترف قانون الحقوق اللغوية للغات السكان الأصليين بـوجود 89 لغة أصلية على أنها «لغات وطنية»، وتملك نفس صلاحية اللغة الإسبانية في جميع المناطق التي يتحدثون بها. وفقًا للمعهد الوطني للإحصاء والجغرافيا ومعالجة البيانات (INEGI)، يتحدث ما يقرب من 5.4 % من السكان لغة أصلية -أي ما يقارب نصف من تم تحديدهم على أنهم أصليون. لا يُمنح الاعتراف باللغات الأصلية وحماية الثقافات الأصلية للمجموعات العرقية التي تنتمي إلى الأراضي المكسيكية الحديثة فقط ولكن يُمنَح أيضًا لمجموعات السكان الأصليين في أمريكا الشمالية التي هاجرت إلى المكسيك من الولايات المتحدة في القرن التاسع عشر وأولئك الذين هاجروا من غواتيمالا في ثمانينات القرن الماضي.

## نبذة تاريخية

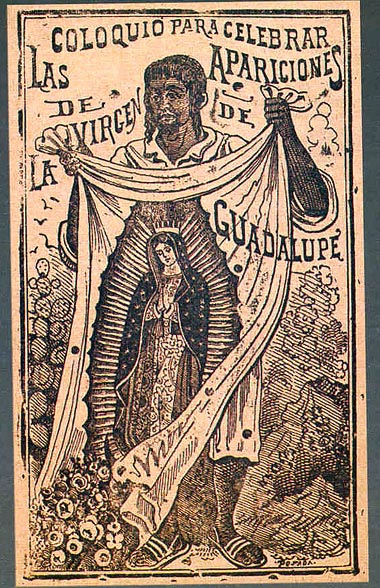
خمارة غوادالوبي

### حضارات العصر قبل الكولومبي
تُقسَم عادةً حضارات ما قبل الإسبان لما يعرف اليوم بالمكسيك إلى منطقتين: أمريكا الوسطى، في إشارة إلى المنطقة الثقافية حيث تطورت العديد من الحضارات المعقدة قبل وصول الإسبان في القرن السادس عشر، وأريدوأمريكا (أو ببساطة «الشمال») في إشارة إلى المنطقة القاحلة شمال مدار السرطان حيث تطورت بعض الحضارات التي سكن معظمها مجموعات بدوية أو شبه بدوية. على الرغم من الظروف، يُقال إن حضارة وشعوب الموغويون قد نجحت في إنشاء مراكز سكانية في كاساس جراندز (أي المنازل العظيمة باللغة الإسبانية) وكوارنتا كاساس (أي المنازل الأربعون باللغة الإسبانية) على امتداد منطقة شاسعة تشمل ولاية شيواوا الشمالية وأجزاء من أريزونا ونيو مكسيكو في الولايات المتحدة.
اكتظت أمريكا الوسطى بالسكان من مجموعات عرقية أصلية متنوعة، والتي، على الرغم من اشتراكها في الخصائص الثقافية المشتركة، تحدثت لغات مختلفة وطورت حضارات فريدة.
كانت حضارة الأولمك واحدة من الحضارات الأكثر نفوذًا التي نشأت في أمريكا الوسطى، ويُشار إليها أحيانا باسم «الحضارة الأم في أمريكا الوسطى». بلغت الحضارة اللاحقة في مدينة تيوتيهواكان ذروتها حوالي 600 م، عندما أصبحت سادس أكبر مدينة في العالم، وأثرت نظمها الثقافية واللاهوتية على حضارتي تولتك وأزتك في القرون اللاحقة. عُثِر على أدلة تشير لوجود مجتمعات أو أحياء متعددة الأعراق في تيوتيهواكان (وغيرها من المناطق الحضرية الكبيرة مثل تينوتشيتلان).
طورت حضارة المايا، على الرغم من تأثرها بحضارات أمريكا الوسطى الأخرى، منطقة ثقافية شاسعة في جنوب شرق المكسيك وشمال أمريكا الوسطى، بينما سيطرت حضارات الزابوتيك والمكستك على وادي أواكساكا وبوريبيشا في غرب المكسيك.

### التجارة
يوجد اتفاق أكاديمي مشترك على نشأة أنظمة تجارية هامة بين ثقافات أمريكا الوسطى وأريدوأمريكا والجنوب الغربي الأمريكي، وتتشارك البقايا الأثرية والتحف المعمارية في كونها مصدرًا للمعرفة المشتركة المنسوبة إلى هذه الشبكة التجارية. امتدت الطرق التجارية بعيدًا عن أمريكا الوسطى ووصلت إلى أقصى الشمال حيث وُجدَت المجتمعات القديمة التي تضمنت مراكز سكانية في الولايات المتحدة مثل سنيكتاون، ووادي تشاكو، وريدج رون بالقرب من فلاغستاف (تعتبر بعض من أفضل القطع الأثرية الموجودة على الإطلاق).

### الحقبة الاستعمارية
بحلول الوقت الذي وصل فيه الإسبان إلى وسط المكسيك، انضوت العديد من الحضارات الإثنية المتنوعة (باستثناء ملحوظ من شعب تلاكسكالتيك ومملكة ميتشواكان البوريبيشية) بشكل فضفاض تحت ظل إمبراطورية الأزتيك، آخر حضارات الناوا التي ازدهرت في وسط المكسيك. أصبحت عاصمة الإمبراطورية، تينوتشيتلان، واحدة من أكبر المراكز الحضرية في العالم، إذ يُقدّر عدد سكانها بـنحو 350,000 نسمة.
خلال غزو الإمبراطورية الأزتكية، استخدم الغزاة الأسبان، الذين كانوا أقل عددًا من الشعوب الأصلية، التنوع العرقي للبلاد واستغلوا سخط المجموعات الخاضعة، ليقيموا تحالفات مهمة مع منافسي الأزتك. في حين كانت التحالفات عاملًا حاسمًا في انتصار الأوروبيين، وسرعان ما أُخضِعت الشعوب الأصلية لإمبراطورية أخرى مثيرة للإعجاب بنفس القدر. على أي حال، عزّز الإسبان حكمهم فيما أصبح يُعرَف بإقليم إسبانيا الجديدة، واعترف التاج الإسباني بنبلاء السكان الأصليين في أمريكا الوسطى كنبلاء وأبقى على الهيكل الأساسي للمدن الكبرى الأصلية. أدرِجَت مجتمعات السكان الأصليين كمجتمعات خاضعة للحكم الإسباني مع الحفاظ على هيكل السلطة الأصلي دون تغيير كبير.
كجزء من دمج الإسبان للشعوب الأصلية في النظام الاستعماري، قام الرهبان بتعليم الكُتّاب الأصليين كتابة لغاتهم الأصلية باستخدام الحروف اللاتينية ونتيجة لذلك توجد مجموعة كبيرة من وثائق الحقبة الاستعمارية مكتوبة بلغات الناواتل، والمكستك، والزابوتيك، ويوكاتيك مايا وغيرها. من المحتمل اعتماد هذا التقليد الكتابي بسبب وجود تقليد للكتابة المصورة المستخدمة حينها في العديد من المخطوطات الأصلية. استخدم الباحثون الوثائق الأبجدية في الحقبة الاستعمارية فيما يُسمى حاليًا فقه اللغة الجديد لتسليط الضوء على التجربة الاستعمارية لشعوب أمريكا الوسطى من وجهات نظرهم الخاصة.
نظرًا لامتلاك شعوب أمريكا الوسطى حاجة قائمة للعمالة الإلزامية ودفع الجزية في حقبة ما قبل الغزو، أمكن للإسبان الذين حصلوا على هذه العمالة والجزية من مجتمعات معينة تابعة لنظام الإنكوميندا أن يستفيدوا مالياً. وشارك المسؤولون الأصليون في مجتمعاتهم في الحفاظ على هذا النظام. حدث انخفاض حاد في تعداد السكان الأصليين بسبب انتشار الأمراض الأوروبية التي لم تُعرَف من قبل في العالم الجديد. تسببت الأوبئة في الفوضى، ولكن تعافت المجتمعات الأصلية بعد خسارة عدد من أعضائها.
من خلال الاتصال بين السكان الأصليين والأوروبيين والعبيد السود الذين أحضروهم معهم، والعبيد الآسيويين (شينيوس) الذين جُلبوا بدءًا من أواخر القرن السادس عشر كسلع تجارية عبر سفن مانيلا غاليون، حدث اختلاط بين هذه المجموعات مع الكاستاس ذوي الأعراق المختلطة، خاصة الميستيثو، ليصبحوا عنصرًا من مكونات المدن الإسبانية وإلى حد أقل المجتمعات الأصلية. يفصل الهيكل القانوني الإسباني رسمياً ما أسموه جمهورية الهند (جمهورية الهنود) عن جمهورية إسبانيا (جمهورية الأسبان)، ضمت الأخيرة جميع أولئك الموجودين في المجال الإسباني: الأوروبيين، الأفارقة، والكاستاس ذوي الأعراق المختلطة. على الرغم من تهميش الشعوب الأصلية في نواحٍ كثيرة في النظام الاستعماري، دعم الهيكل الأبوي للحكم الاستعماري استمرارية وجود المجتمعات الأصلية وهيكليتها. اعترف التاج الإسباني بالمجموعة الحاكمة الحالية حينها، ووفر الحماية للأراضي المملوكة من قبل السكان الأصليين، وأعطى المجتمعات والأفراد إمكانية الوصول إلى النظام القانوني الإسباني. هذا ما عنى في الممارسة العملية في وسط المكسيك، أنه وحتى الإصلاح الليبرالي في القرن التاسع عشر الذي ألغى المكانة الاعتبارية للمجتمعات الأصلية، تمتعت المجتمعات الأصلية بصفة الحماية.
اعترف التاج الإسباني بالهياكل السياسية والنخب الحاكمة في المجال المدني، أما في المجال الديني، حُظِر الرجال من السكان الأصليين من الكهنوت المسيحي، في أعقاب تجربة فرنسيسكانية باكرة والتي شملت تدريب الراهب بيرناردينو دي ساهايغون في كلية سانتا كروز دي تلاتيلولكو لمجموعة منهم. حوّل الرهبان المتسولون الفرنسيسكانيون والدومينيكانيون والأوغسطينيون السكان الأصليين نحو المسيحية في مجتمعاتهم المحلية فيما يسمى غالبًا «بالغزو الروحي». في وقت لاحق على الحدود الشمالية، حيث لم تمتلك المجموعات البدوية الأصلية أي مستوطنات ثابتة، أنشأ الإسبان بعثات ووطنوا السكان الأصليين في هذه المجمعات. برز اليسوعيون في هذا المشروع لحين طردِهم من أمريكا الإسبانية في عام 1767. كانت الكاثوليكية ذات الجوانب المحلية الخاصة هي الديانة الوحيدة المسموح بها فقط في الحقبة الاستعمارية.